# Zotalemimon luteonotata
Zotalemimon luteonotata är en skalbaggsart som först beskrevs av Maurice Pic 1924.  Zotalemimon luteonotata ingår i släktet Zotalemimon och familjen långhorningar. Inga underarter finns listade i Catalogue of Life.